# Ušac
Ušac (lat. Pallenis), rod jednogodišnjeg raslinja i trajnica iz porodice glavočikia (Compositae). Postoji šest priznatih vrsta, među kojima i prava jerihonska ruža. U Hrvatskoj raste trnoviti ušac (Pallenis spinosa)
Prava jerihonska ruža aširena je po pustinjsklim krajevima Afrike i Azije: Sahara, Nafud, Sinaj i drugdje

## Vrste
1. Pallenis cuspidata Pomel
2. Pallenis cyrenaica Alavi
3. Pallenis hierochuntica (Michon) Greuter
4. Pallenis maritima (L.) Greuter
5. Pallenis spinosa (L.) Cass.
6. Pallenis teknensis (Dobignard & Jacquemoud) Greuter & Jury